# توکمه تپه سی
توکمه تپه سی مربوط به هزاره ۱- دوره ساسانیان است و در شهرستان چاراویماق، بخش شادیان، روستای آغچه ریش واقع شده و این اثر در تاریخ ۱۸ خرداد ۱۳۸۴ با شمارهٔ ثبت ۱۱۸۸۹ به‌عنوان یکی از آثار ملی ایران به ثبت رسیده است.